# Comuna de Celestynów
Celestynów (polaco: Gmina Celestynów) é uma gminy (comuna) na Polónia, na voivodia de Mazóvia e no condado de Otwocki.
De acordo com os censos de 2004, a comuna tem 10 974 habitantes, com uma densidade 123,4 hab/km².

## Área
Estende-se por uma área de 88,92 km², incluindo:
- área agricola: 36%
- área florestal: 54%

## Demografia
Dados de 30 de Junho 2004:
|                      | Total   | Total | Mulheres | Mulheres | Homens  | Homens |
| -------------------- | ------- | ----- | -------- | -------- | ------- | ------ |
|                      | pessoas | %     | pessoas  | %        | pessoas | %      |
| População            | 10 974  | 100   | 5627     | 51,3     | 5347    | 48,7   |
| Densidade (pop./km²) | 123,4   | 100   | 63,3     | 63,3     | 60,1    | 60,1   |

De acordo com dados de 2002, o rendimento médio per capita ascendia a 1512,42 zł.

## Comunas vizinhas
- Karczew, Kołbiel, Osieck, Otwock, Sobienie-Jeziory, Wiązowna